# Dair al-Bachīt

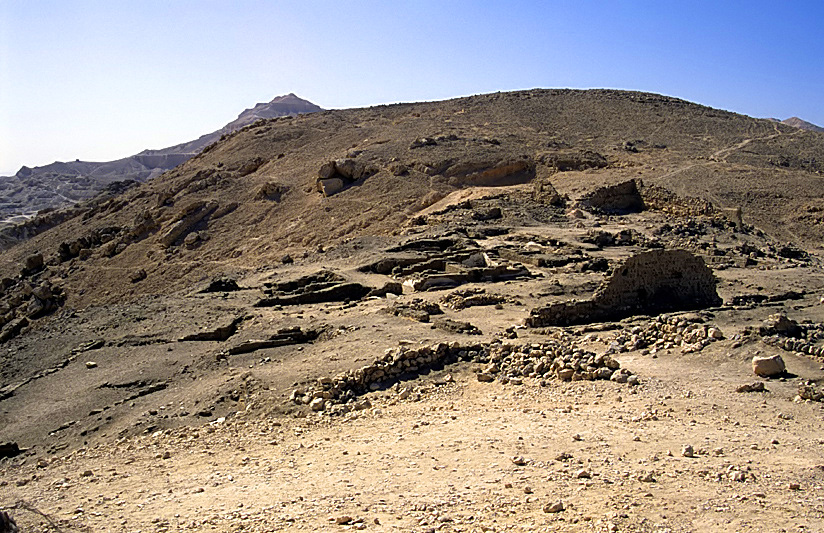
Übersicht über das Kloster (2005)

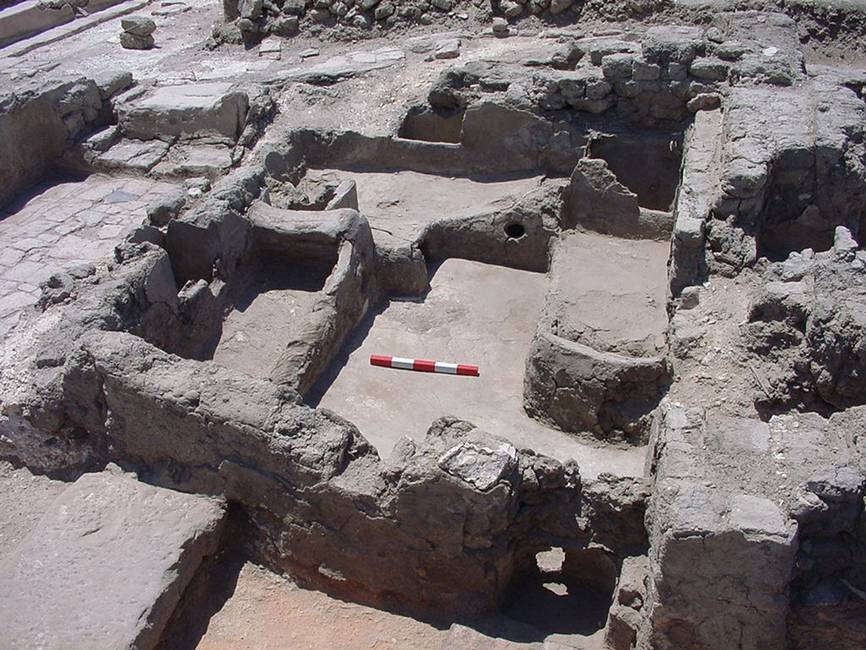
Schlafzelle der Mönche im Kloster Deir el-Bachît

Bei dem Kloster von Dair al-Bachīt (arabisch دير البخيت Dair al-Bachīt, DMG Dair al-Baḫīt) handelt es sich um ein abgegangenes  koptisches Kloster auf dem Hügel von Dra Abu el-Naga in Theben-West in Oberägypten. Das Kloster war dem heiligen Paulus von Tarsus geweiht (Pauloskloster). Es war vom 5. bis zum Anfang des 10. Jahrhunderts besiedelt.
Das Kloster wird seit 2004 im Rahmen eines Projekts des Ägyptologischen Instituts der Universität München, der Abteilung Kairo des Deutschen Archäologischen Instituts und des Instituts für Kulturgeschichte der Antike der Österreichischen Akademie der Wissenschaften/Österreichisches Archäologisches Institut untersucht. 2010 gelang durch Ostraka die Identifizierung der Anlage als Pauloskloster.